# Marek Mejor
Marek Mejor (ur. 1 października 1950) – polski profesor nauk humanistycznych. Specjalizuje się w zagadnieniach z zakresu nauk filologicznych i kulturoznawstwa, ze szczególnym uwzględnieniem orientalistyki, buddyzmu, indologii i tybetologii. Wykładowca i profesor Wydziału Orientalistycznego Uniwersytetu Warszawskiego oraz Wydziału Neofilologii Uniwersytetu im. Adama Mickiewicza w Poznaniu. Członek korespondent Wydziału Nauk Humanistycznych i Społecznych Polskiej Akademii Nauk od 2019 roku. Przewodniczący Komitetu Nauk Orientalistycznych PAN oraz Rady Naukowej Instytutu Kultur Śródziemnomorskich i Orientalnych PAN. Członek Zarządu Polskiego Towarzystwa Orientalistycznego.
Habilitację z literaturoznawstwa uzyskał w 1996 roku na Wydziale Neofilologii Uniwersytetu Warszawskiego na podstawie pracy zatytułowanej Ksemendra's Bodhisattivavadanakalpalata. Studies and Materials. Tytuł profesora nauk humanistycznych nadano mu w 2002 roku.
Autor publikacji Pięćdziesiąt lat stosunków dyplomatycznych pomiędzy Polską i Sri Lanką (1957–2007). Sesja w Instytucie Orientalistycznym UW 18 kwietnia 2007 r. oraz Ludwig Alsdorf: Kleine Schriften. Herausgegeben von Albrecht Wezler. 2. Auflage. Franz Steiner Verlag, Stuttgart 2001. (Glasenapp-Stiftung Band 10.).

## Książki
Marek Mejor jest autorem lub współautorem następujących pozycji książkowych:
- Buddyzm: zarys historii buddyzmu w Indiach[6]
- Kṣemendra's Bodhisattvâvadānakalpalatā: studies and materials[7]
- Vasubandhu's Abhidharmakośa and the Commentaries Preserved in the Tanjur[8]
- The Arya-dharma-dhatu-garbha-vivarana Ascribed to Nagarjuna[9]
- Światło słowem zwane: wypisy z literatury staroindyjskiej : praca zbiorowa[10]
- Essays in Indian Philosophy, Religion and Literature[11]